# اوگنی سالیف
اوگنی سرگیویچ سالیف (روسی: Евгений Сергеевич Салеев) ورزشکار مرد رشتهٔ کشتی فرنگی متولد ۱۹ ژانویهٔ ۱۹۸۹ در کشور روسیه است.از افتخارات وی میتوان به کسب مدال نقره وزن ۸۰ کیلوگرم فرنگی مسابقات قهرمانی کشتی جهان ۲۰۱۴ و کسب مدال طلا وزن ۸۰ کیلوگرم فرنگی باکو ۲۰۱۵ اشاره کرد.